# Хамула, Андрей Федотович
Андрей Федотович Хамула (род. 15 августа 1939, село Левковка, теперь Погребищенского района Винницкой области), (ум. 12 августа 2010, г. Запорожье) — советский деятель, рационализатор, бригадир комплексной бригады Запорожского специализированного управления 585 треста «Укргидроспецфундаментстрой». Депутат Верховного Совета УССР 11-го созыва.

## Биография
Образование среднее специальное.
С 1955 г. — токарь Степанковской ремонтно-технической станции Погребищенского района Винницкой области, токарь Киевского завода «Большевик». Служил в Советской армии.
Член КПСС с 1964 года.
С 1965 г. — мастер, бригадир комплексной строительно-монтажной бригады Запорожского специализированного управления № 585 треста «Укргидроспецфундаментстрой».
Потом — на пенсии в городе Запорожье. Похоронен на Капустяном кладбище.

## Награды
- орден Ленина (1984)
- орден Трудового Красного Знамени (1974)
- медали
- лауреат Государственной премии Украинской ССР
- заслуженный строитель Украинской ССР
- почетный гражданин города Запорожье (29.09.1988)